# 恭喜恭喜
《恭喜恭喜》是一首庆祝中国抗战胜利的中文歌，于1946年（中華民國三十五年）由陈歌辛作曲，姚莉、姚敏演唱。此曲发表后随即流行一时，并且由于这首歌的名字是常见的农历新年问候语，而歌词里也有庆祝春天的到来，因此這首歌和新年庆祝活动联系在一起，成为全球华人贺年时经典的贺年歌曲。

## 历史

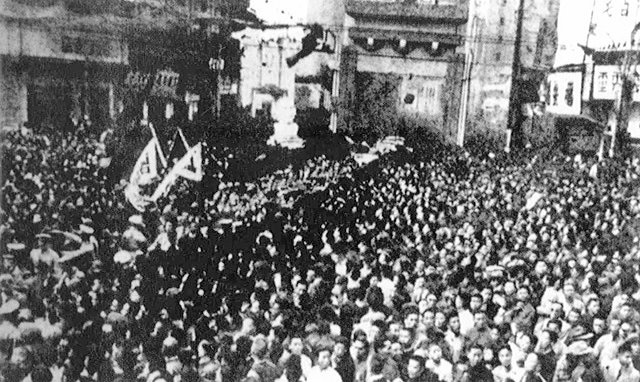
人们在上海庆祝抗日战争胜利纪念日

1945年日本投降，身在上海的作曲家陳歌辛於1946年以笔名“慶餘”创作《恭喜恭喜》词曲，以庆祝中国抗日战争胜利。这首歌早期流行的唱片是由姚莉和她的哥哥姚敏录制的。
这首歌在当代经常出现在中国新年音乐专辑中，有时作为电子舞曲表演，也有台湾闽南语甚至英文歌词的版本。这首歌更现代的演绎是2002年中国娃娃的专辑《加多一點點–小調大風行》中的版本。
在英文世界，这首歌被收录在2010年乐队平克·马蒂尼·的圣诞专辑《欢乐世界》中，标题为《恭喜—新年快乐歌》（Congratulations - A Happy New Year Song），由奇娜·福布斯和蒂莫西·由地（Timothy Yuji）演唱。

## 歌曲特色
《恭喜恭喜》全曲只有四句曲调。由于此曲最初是纪念战争苦难结束的作品，曲调倾向伤感，并采用通常用来表达悲伤的小调，而非通常用来表达欢庆的大调。此曲本来没有锣鼓伴奏，后来编曲时加入，以配合新年气氛。
《恭喜恭喜》有五段歌词，其中以第一段最为闻名。第一、五段描写人们互道喜讯，第二至四段写寒冬结束后春来大地，并提到歷盡苦难而生的盼望之情。全曲歌词表面上在说庆祝农历新年的情形，实际上是描写中国人民在抗战胜利后的举国欢腾景象，记叙民众经过长年战火后苦尽甘来。例如，“經過多少苦難，歷盡多少磨練”一句，本意是忆述八年抗战的奋斗，后来解读为告慰人们过去一年来的辛勤工作；“多少心在盼望、盼望春的消息”一句，本意是写战时人民对胜利的盼望，后来解读为人们的新年祝福。歌词琅琅上口，部分句尾押一韻。“恭喜”一词在全曲出现了数十次。

## 影响
由於符合抗战胜利的时代背景，《恭喜恭喜》发表后随即流行一时。此曲发表时碰巧正值农历新年（一说为新年前夕，一说为新年期間），加上歌词与农历新年的气氛也颇为应景，因此被大众当成了贺年歌曲，在往后的春节都经常被传唱。此曲其后流传至台灣、香港、澳门等华人地区，以至海外華人社會，成为全球华人在春节都会唱的经典贺年歌曲。《恭喜恭喜》也是陳歌辛在中國音樂史上的成名作。